# Arcicóllar
Arcicóllar ist eine spanische Gemeinde  (municipio) in der Provinz Toledo der Autonomen Region Kastilien-La Mancha. 2024 hatte die Gemeinde 1.082 Einwohner. Die Gemeindefläche beträgt 30,55 km². 

## Lage
Arcicóllar liegt etwa 20 Kilometer nordnordwestlich von Toledo und etwa 70 Kilometer südsüdwestlich von Madrid in einer Höhe von ca. 545 m. 

## Bevölkerungsentwicklung
| Jahr      | 1970 | 1981 | 1991 | 2001 | 2011 | 2021 |
| --------- | ---- | ---- | ---- | ---- | ---- | ---- |
| Einwohner | 519  | 452  | 468  | 551  | 811  | 964  |

## Sehenswürdigkeiten
- Kirche Mariä Himmelfahrt (Iglesia de Nuestra Señora de la Asunción)
- Rathaus

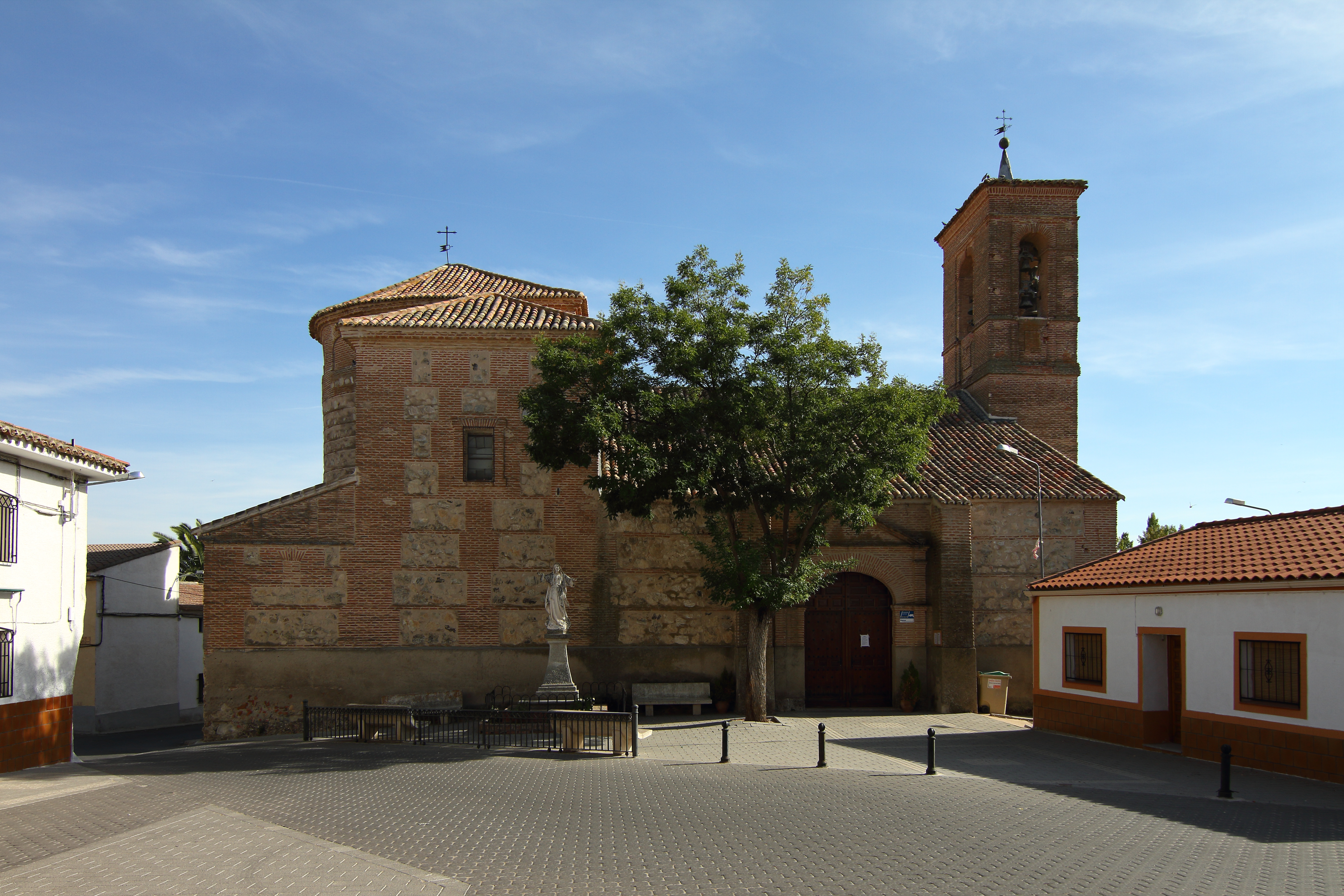
Kirche Mariä Himmelfahrt
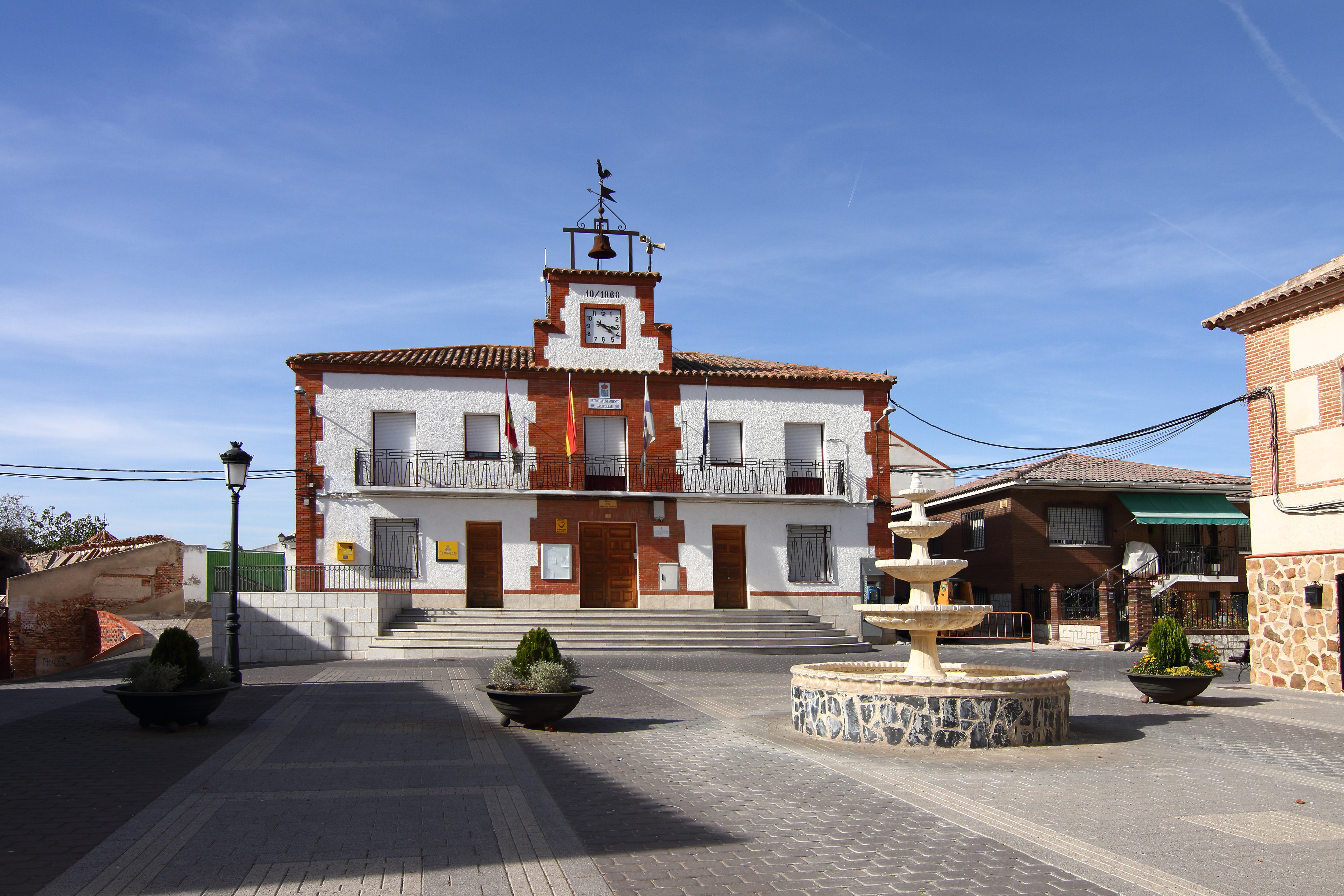
Rathaus